# 朱盛鴻

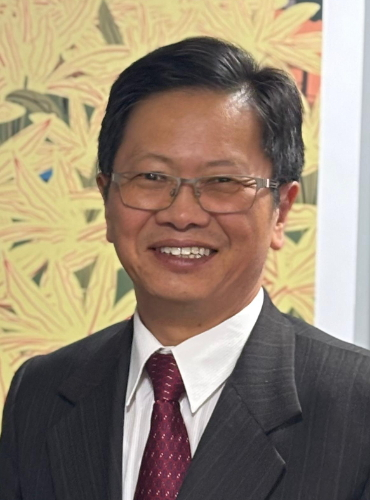
2025年攝於哥倫比亞波哥大

朱盛鴻，中華民國外交官。

## 學歷
- 輔仁大學西班牙語文學系學士
- 輔仁大學西班牙語文研究所碩士（論文《玻利華的政治思想及影響》[2]）
- 民國77年國際新聞人員特種考試

## 經歷
- 駐巴拿馬大使館三等新聞秘書、二等新聞秘書[註 1]
- 行政院新聞局國際傳播處一等秘書[註 2]
- 行政院新聞局國際傳播處科長
- 駐巴拉圭大使館一等新聞秘書、簡任一等新聞秘書
- 外交部拉丁美洲及加勒比海司簡任一等秘書
- 駐阿根廷台北商務文化辦事處副參事
- 外交部國際傳播司專門委員
- 駐秘魯臺北經濟文化辦事處一等新聞秘書、簡任一等新聞秘書、副參事、參事
- 駐哥倫比亞臺北商務辦事處公使銜代表[註 3]

| 外交職務      | 外交職務                           | 外交職務 |
| ------------- | ---------------------------------- | -------- |
| 前任： 桂志芸 | 中華民國駐哥倫比亞代表 2025年6月－ | 繼任： ' |